# 昆明南駅
昆明南駅（こんめいみなみえき/簡体字: 昆明南站）は、中華人民共和国雲南省昆明市呈貢区の標高約1900mにある、中国鉄路総公司（CR）昆明鉄路局が管轄する駅。
本項では、近接する昆明軌道交通の昆明南火車站駅（こんめいみなみかしゃえき）についても記述する。

## 概要
滬昆旅客専用線・南昆旅客専用線の終着駅であり、昆玉河線の始発駅である。
昆明市中心部からは約3km離れているが、地下鉄（昆明軌道交通1号線）で直結している。2011年6月16日に建設が開始され、2016年7月16日に完成、同年12月28日の長昆旅客専用線・南昆旅客専用線・昆玉河線開業時に同時開業した。

## 沿革
- 2016年
  - 12月26日 - 昆明軌道交通の駅が開業。
  - 12月28日 - 中国鉄路総公司の駅が開業。

## 駅構造

### 昆明軌道交通
島式ホーム1面2線を有する地下駅である。
のりば
| 上り | ■1号線 | 昆明火車站駅・環城南路・■2号線直通北部汽車站方面 |
| 下り | ■1号線 | 当駅止まり                                       |

## 駅周辺
- 雲南師範大学（中国語版）呈貢キャンパス
- 昆明斗南花卉取引市場 - 世界で2番目に大きい切り花マーケット

## バス路線
- 919K（長水国際空港方面）
- 920（昆明駅方面）
- 921（前興路公交枢纽站方面）
- 922（菊花村方面）
- 923（黄土坡方面）
- 924（錦山車場方面）
- 925（北市区車場方面）
- 926（海口車場方面）

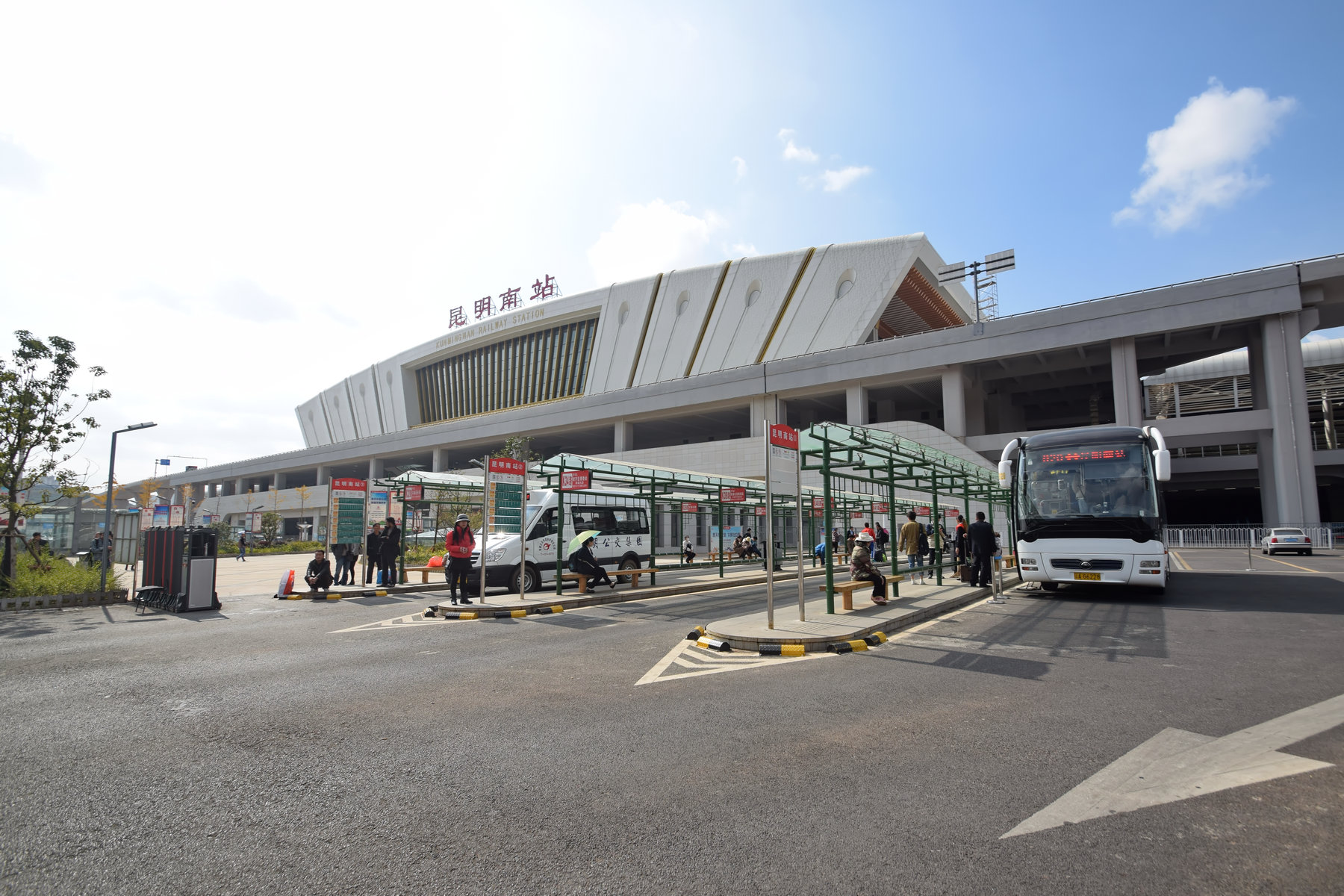
駅前バス乗り場

- 927、K39（東部公交枢纽站（東部汽車客運站）方面）
- 928、K40（螺蛳湾公交枢纽站（南部汽車客運站）方面）
- 929、K41（西部客運站（昆州路）方面）
- 930、K42（西北部公交枢纽站（西北部汽車客運站）方面）
- K32（斗南花市東方面）
- K33（呈貢広場方面）
- K34（経開区管委会（春漫大道）方面）
- K35（大漁公園方面）
- K36（環状線）
- K37（高新区管委会（馬金鋪）方面）
- K38（七彩云南古滇名城方面）